# Műugrás a 2018. évi nyári ifjúsági olimpiai játékokon
A 2018. évi nyári ifjúsági olimpiai játékokon a műugrás versenyeinek Buenos Airesben, a Parque Polideportivo Roca adott otthont október 13. és 17. között. A fiúknál és a lányoknál is 3 méteres és 10 méteres műugrásban, valamint vegyes csapatban avattak ifjúsági olimpiai bajnokot.

## Naptár
Az ifjúsági olimpia eseményei helyi idő szerint (GMT -03:00):
| október 13., szombat                 | október 14., vasárnap        | október 15., hétfő            | október 16., kedd                   | október 17., szerda         |
| ------------------------------------ | ---------------------------- | ----------------------------- | ----------------------------------- | --------------------------- |
| 09:00 Lány egyéni torony (selejtező) | 09:00 Fiú egyéni (selejtező) | 09:00 Lány egyéni (selejtező) | 09:00 Fiú egyéni torony (selejtező) |                             |
| 17:00 Lány egyéni torony (döntő)     | 17:00 Fiú egyéni (döntő)     | 17:00 Lány egyéni (döntő)     | 17:00 Fiú egyéni torony (döntő)     | 17:00 Vegyes csapat (döntő) |

## A versenyen részt vevő nemzetek
A versenyen 23 nemzet 35 műugrója – 17 fiú és 18 lány – vett részt, az alábbi megbontásban:
| Részt vevő nemzetek férfi / nő megbontásban | Részt vevő nemzetek férfi / nő megbontásban | Részt vevő nemzetek férfi / nő megbontásban | Részt vevő nemzetek férfi / nő megbontásban | Részt vevő nemzetek férfi / nő megbontásban | Részt vevő nemzetek férfi / nő megbontásban | Részt vevő nemzetek férfi / nő megbontásban | Részt vevő nemzetek férfi / nő megbontásban | Részt vevő nemzetek férfi / nő megbontásban | Részt vevő nemzetek férfi / nő megbontásban | Részt vevő nemzetek férfi / nő megbontásban | Részt vevő nemzetek férfi / nő megbontásban |
| ------------------------------------------- | ------------------------------------------- | ------------------------------------------- | ------------------------------------------- | ------------------------------------------- | ------------------------------------------- | ------------------------------------------- | ------------------------------------------- | ------------------------------------------- | ------------------------------------------- | ------------------------------------------- | ------------------------------------------- |
| nemzet                                      | F                                           | N                                           | nemzet                                      | F                                           | N                                           | nemzet                                      | F                                           | N                                           | nemzet                                      | F                                           | N                                           |
| Ausztrália (AUS)                            | 1                                           | 1                                           | Hollandia (NED)                             | 1                                           | 0                                           | Malajzia (MAS)                              | 1                                           | 1                                           | Oroszország (RUS)                           | 1                                           | 1                                           |
| Brazília (BRA)                              | 0                                           | 1                                           | Írország (IRL)                              | 0                                           | 1                                           | Mexikó (MEX)                                | 1                                           | 1                                           | Románia (ROU)                               | 1                                           | 0                                           |
| Egyesült Államok (USA)                      | 1                                           | 1                                           | Kanada (CAN)                                | 1                                           | 1                                           | Nagy-Britannia (GBR)                        | 1                                           | 1                                           | Spanyolország (ESP)                         | 1                                           | 1                                           |
| Finnország (FIN)                            | 0                                           | 1                                           | Kazahsztán (KAZ)                            | 0                                           | 1                                           | Németország (GER)                           | 1                                           | 1                                           | Svájc (SUI)                                 | 0                                           | 1                                           |
| Franciaország (FRA)                         | 1                                           | 0                                           | Kína (CHN)                                  | 1                                           | 1                                           | Norvégia (NOR)                              | 0                                           | 1                                           | Ukrajna (UKR)                               | 1                                           | 1                                           |
| Görögország (GRE)                           | 1                                           | 0                                           | Kolumbia (COL)                              | 1                                           | 0                                           | Olaszország (ITA)                           | 1                                           | 1                                           |                                             |                                             |                                             |

F = fiú, N = lány

## Éremtáblázat
| A 2018. évi nyári ifjúsági olimpiai játékok éremtáblázata műugrásban | A 2018. évi nyári ifjúsági olimpiai játékok éremtáblázata műugrásban | A 2018. évi nyári ifjúsági olimpiai játékok éremtáblázata műugrásban | A 2018. évi nyári ifjúsági olimpiai játékok éremtáblázata műugrásban | A 2018. évi nyári ifjúsági olimpiai játékok éremtáblázata műugrásban | Olimpia  |
| -------------------------------------------------------------------- | -------------------------------------------------------------------- | -------------------------------------------------------------------- | -------------------------------------------------------------------- | -------------------------------------------------------------------- | -------- |
|                                                                      | Ország                                                               | Arany                                                                | Ezüst                                                                | Bronz                                                                | Összesen |
| 1.                                                                   | Kína (CHN)                                                           | 2                                                                    | 1                                                                    | 0                                                                    | 3        |
| –                                                                    | Nemzetek vegyes részvételei (MIX)                                    | 1                                                                    | 1                                                                    | 1                                                                    | 3        |
| 2.                                                                   | Mexikó (MEX)                                                         | 1                                                                    | 0                                                                    | 1                                                                    | 2        |
| 3.                                                                   | Kolumbia (COL)                                                       | 1                                                                    | 0                                                                    | 0                                                                    | 1        |
|                                                                      |                                                                      |                                                                      |                                                                      |                                                                      |          |
| 4.                                                                   | Oroszország (RUS)                                                    | 0                                                                    | 1                                                                    | 2                                                                    | 3        |
| 5.                                                                   | Nagy-Britannia (GBR)                                                 | 0                                                                    | 1                                                                    | 0                                                                    | 1        |
| 5.                                                                   | Ukrajna (UKR)                                                        | 0                                                                    | 1                                                                    | 0                                                                    | 1        |
|                                                                      |                                                                      |                                                                      |                                                                      |                                                                      |          |
| 7.                                                                   | Egyesült Államok (USA)                                               | 0                                                                    | 0                                                                    | 1                                                                    | 1        |
| Összesen                                                             | Összesen                                                             | 5                                                                    | 5                                                                    | 5                                                                    | 15       |

## Érmesek

### Fiú
| A 2018. évi nyári ifjúsági olimpiai játékok érmesei fiú műugrásban |                                         |        |                                           |        |                                      |        |
| Versenyszám                                                        | Arany                                   | Arany  | Ezüst                                     | Ezüst  | Bronz                                | Bronz  |
| 3 m                                                                | Daniel Restrepo García · Kolumbia (COL) | 576,05 | Anthony Harding · Nagy-Britannia (GBR)    | 559,50 | Ruszlan Ternovoj · Oroszország (RUS) | 551,20 |
| 10 m                                                               | Randal Willars Valdez · Mexikó (MEX)    | 609,80 | Lien Csün-csie (Lian Junjie) · Kína (CHN) | 600,05 | Ruszlan Ternovoj · Oroszország (RUS) | 596,85 |

### Lány
| A 2018. évi nyári ifjúsági olimpiai játékok érmesei lány műugrásban |                                 |        |                                    |        |                                         |        |
| Versenyszám                                                         | Arany                           | Arany  | Ezüst                              | Ezüst  | Bronz                                   | Bronz  |
| 3 m                                                                 | Lin San (Lin Shan) · Kína (CHN) | 505,50 | Uljana Klujeva · Oroszország (RUS) | 445,05 | Bridget O’Neil · Egyesült Államok (USA) | 439,60 |
| 10 m                                                                | Lin San (Lin Shan) · Kína (CHN) | 466,50 | Szofija Liszkun · Ukrajna (UKR)    | 406,10 | Gabriela Agundes García · Mexikó (MEX)  | 405,55 |

### Vegyes
| A 2018. évi nyári ifjúsági olimpiai játékok érmesei vegyes műugrásban |                                                                           |        |                                                                              |        |                                                                        |        |
| Versenyszám                                                           | Arany                                                                     | Arany  | Ezüst                                                                        | Ezüst  | Bronz                                                                  | Bronz  |
| Vegyes csapat                                                         | Lin San (Lin Shan) · Kína (CHN) · Daniel Restrepo García · Kolumbia (COL) | 391,35 | Elena Wassen · Németország (GER) · Lien Csün-csie (Lian Junjie) · Kína (CHN) | 390,10 | Szofija Liszkun · Ukrajna (UKR) · Ruszlan Ternovoj · Oroszország (RUS) | 371,15 |